# سزار نیرا پرز
سزار نیرا پرز (اسپانیایی: César Neira Pérez‎؛ زادهٔ ۱۵ دسامبر ۱۹۷۹) دوچرخه‌سوار اهل اسپانیا است.
از افتخارات وی میتوان به کسب مدال طلا و برنز در بازی‌های پارالمپیک تابستانی ۲۰۱۲ اشاره کرد.